# Bizarre (2015)
Bizarre ist ein US-amerikanisches Jugend-Drama des französischen Regisseurs Étienne Faure aus dem Jahr 2015. Der junge Franzose Maurice ist in New York City gestrandet und findet vorübergehend Unterschlupf in einem Underground-Club, in dessen bizarre Welt zwischen sexueller und künstlerischer Freizügigkeit er zeitweise eintaucht.

## Handlung
Maurice ist grade aus Frankreich in New York angekommen. Ohne festen Wohnsitz und ohne regelmäßige Arbeit wird er auf einem Streifzug durch die Stadt von Kim angesprochen. Sie betreibt mit ihrer Partnerin Betty einen Nachtclub und bietet ihm ein Zimmer in der gemeinsamen Wohnung an, wenn er nachts im Club mitarbeitet. Maurice willigt ein und wird schnell eine Art Maskottchen des Clubs. Sein Arbeitskollege Luka arbeitet ihn ein, die beiden kommen sich näher und gehen eine Beziehung ein.
Im Boxclub, in dem Maurice regelmäßig trainiert, lernt er Charlie kennen. Charlie wird Teil der Club-Familie. Maurice ist hin- und hergerissen zwischen zwei Extremen: zum einen ist er Teil einer sehr intensiven, freizügigen und eng verbundenen Gemeinschaft, zum anderen ist er immer wieder alleine in New York unterwegs, scheinbar ziellos umherirrend.
Eines Tages holt ihn seine Vergangenheit ein in Form eines fremden Mannes, vor dem Maurice panische Angst hat und deswegen auch immer ein Messer bei sich trägt. Bei einem Angriff auf Maurice kommt Luka ihm zu Hilfe und sie töten den Mann gemeinsam.

## Produktion
In einem Interview im Rahmen der 29. Teddy Awards erzählte der Regisseur Étienne Faure über die Entstehungsgeschichte des Films. Der Underground-Club Bushwick Bizarre aus dem Brooklyner Stadtteil Bushwick in der Jefferson Street war Vorlage zum Film. Faure kenne dessen Besitzer sehr gut und wollte schon immer einen Film über den Club machen. Er wollte keinen Dokumentarfilm drehen, so hat er sich in ca. 4 Monaten eine Geschichte ausgedacht, in die der Club eingebettet werden kann. Viele der im Film auf der Bühne auftretenden Künstler traten auch sonst zu der Zeit im Bushwick Bizarre auf. Dabei habe ihn die Atmosphäre der Freiheit besonders gereizt. Eine universelle Freiheit, die gleichzeitig sehr kurzlebig und vergänglich sei. Viele verschiedene Menschen unterschiedlichster Hintergründe würden dort unter dem gemeinsamen Nenner zusammenkommen, jegliche Hassideologien abzulehnen. Dabei wollte Faure eine klares Gegenbild setzen zum gentrifizierten Manhattan, in dem zumeist das Geld regiere. Faure sei stolz darauf, den jungen, unschuldigen und introvertierten Charakter des Maurice der offenen, extrovertierten und direkten Atmosphäre des Clubs gegenübergestellt zu haben. Der Darsteller Pierre Prieur kannte New York vorher nicht, das sei ihm wichtig gewesen, so wirke Maurice dabei vom ersten Moment an überfordert. Auch spiele er bewusst mit der Wirklichkeit der Person von Maurice, wenn Faure ihn am Anfang des Films sich selbst mit den Worten vorstellen lässt: “My name is Maurice. I don't really exist. I'm just an image on the screen.” (deutsch: „Mein Name ist Maurice. Ich existiere nicht wirklich. Ich bin nur ein  Abbild auf der Leinwand.“) Verstärkt durch Maurices Selbstaussage im Film, Englisch zu sprechen, weil es der ausdrückliche Wunsch des Regisseurs gewesen sei. Faure wollte dadurch die Unbestimmtheit der Figur unterstreichen, sie könne nur seiner Fantasie entsprungen sein, könne jedoch auch real sein.
Besonders wichtig sei ihm die Liebesgeschichte im Film gewesen; dabei wollte er keine typische schwule Liebesgeschichte machen. Für ihn sei es selbstverständlich, dass es andere Formen der Liebe und Beziehungen gibt. Im Film lebt er bei einem weiblichen Paar, die aber auch Sex mit Männern haben. Auch Maurice werde von Anfang an mit dieser sexuellen Freiheit konfrontiert und sei unsicher über seine eigene Sexualität. Vielleicht seien seine Probleme aus der Vergangenheit dafür verantwortlich, Faure wollte jedoch das im Unklaren lassen, genauso wie das Intimleben der Hauptfigur bildlich ausgespart bleibt. Die Zuschauer sollen selber denken, was sie möchten. Genauso gehe es ihm mit der abstrakten, bedrohenden Figur aus Manhattan zu Ende des Films: er habe seine Vorstellung, möchte jedoch dem Zuschauer seine eigene, durch persönliche Erfahrungen geprägte Interpretation lassen.
Der Film wurde im deutschsprachigen Raum auf der 65. Berlinale vorgestellt. Er erschien am 24. November 2015 auf DVD im Originalton mit deutschen Untertiteln. Der deutsche Verleih erfolgt durch Edition Salzgeber; der internationale Verleih durch Visit Films.

## Rezeption
Bei Rotten Tomatoes konnte der Film bisher nur 30 % des Publikums überzeugen.
Für Toby Ashraf im Magazin Sissy ist der Film eine Erinnerung daran, dass Menschen und Filme weiterhin „ihren Traum einer Enklave der Überlebenskünstler“ verteidigten. Bizarre sei ein modernes Märchen: „die jugendliche und hübsch anzuschauende Kunstfigur Maurice“ findet schnell familiäre Sicherheit, einen Job und bezahlbaren Wohnraum in einer sonst so überlebensfeindlichen Umgebung. Grund für seine Qualitäten als Märchenprinz sei wohl auch „Maurices unschuldiges und unverbrauchtes Aussehen, seine jugendliche Aura aus Unsicherheit und Naivität“, dabei werde er zur sexuellen Projektionsfläche der anderen. Während oben in der WG sexuelle Zügellosigkeit mit Leidenschaft und Eifersucht einhergehen, würde der nachts im Club stattfindende „Karneval der Körper“ eine derart inszenierte Realität darstellen, dass die „erotischen, oft ekstatischen und manchmal verstörenden Darbietungen“ zurück ins märchenhafte führten. Der anfängliche Bluff des Dokumentarfilms werde für Ashraf dabei bis zum Ende nicht aufgelöst. Dadurch seien am Ende des Films die Grenzen zwischen „Realität und Wirklichkeit, Fantasie und Albtraum“ nicht mehr auszumachen.
Boyd van Hoeij auf Hollywood Reporter konnte vom Film nicht überzeugt werden. Er sehe das Hauptproblem darin, dass der Film im Allgemeinen zu locker sei, sich weder auf einen Hauptcharakter noch auf eine überzeugende Handlung festlegen wolle und deshalb sich letztendlich um nichts drehen würde. Die Figur des Maurice – brütend schön, meistens halb entkleidet und auf der Suche nach einer Hintergrundgeschichte – würde auf den Teil des queeren Marktes abzielen, für den Schönlinge und versprochene Nacktheit genug seien. Logik sei für van Hoeij nicht die Stärke des Filmes. Jede mit noch so viel Wohlwollen aufgebaute Verbindung zum Charakter des Maurice löse sich durch die brutale und sinnlose Tat am Ende des Films in Luft auf. Einzig die Darbietungen der Künstler hätten eine stützende Wirkung auf die Geschichte, die sie davor bewahre, zu hohl zu wirken. Jedoch seien auch die Performance-Szenen, genau wie die einsamen Streifzüge von Maurice durch New York, deutlich überrepräsentiert und nicht in die Handlung eingebunden; bis auf den Auftritt von Luka als Drag. Der häufige Verzicht Faures auf Dialoge würde den Hauptcharakteren schon den Zugang zum Film verwehren, der wenigstens teilweise hätte erklären können, wer sie seien.

## Auszeichnungen
Internationale Filmfestspiele Berlin 2015
- Teilnahme in der Sektion Panorama[8]

Teddy Awards 2015
- Nominierung[9]

Teipei Film Festival 2015
- Teilnahme[10]